# مارتينا لوف
مارتينا لوف (بالإنجليزية: Martina Löw)‏ (ولدت في 9 يناير 1965 في فورتسبورغ، ألمانيا الغربية) وهي عالمة اجتماع ألمانية.

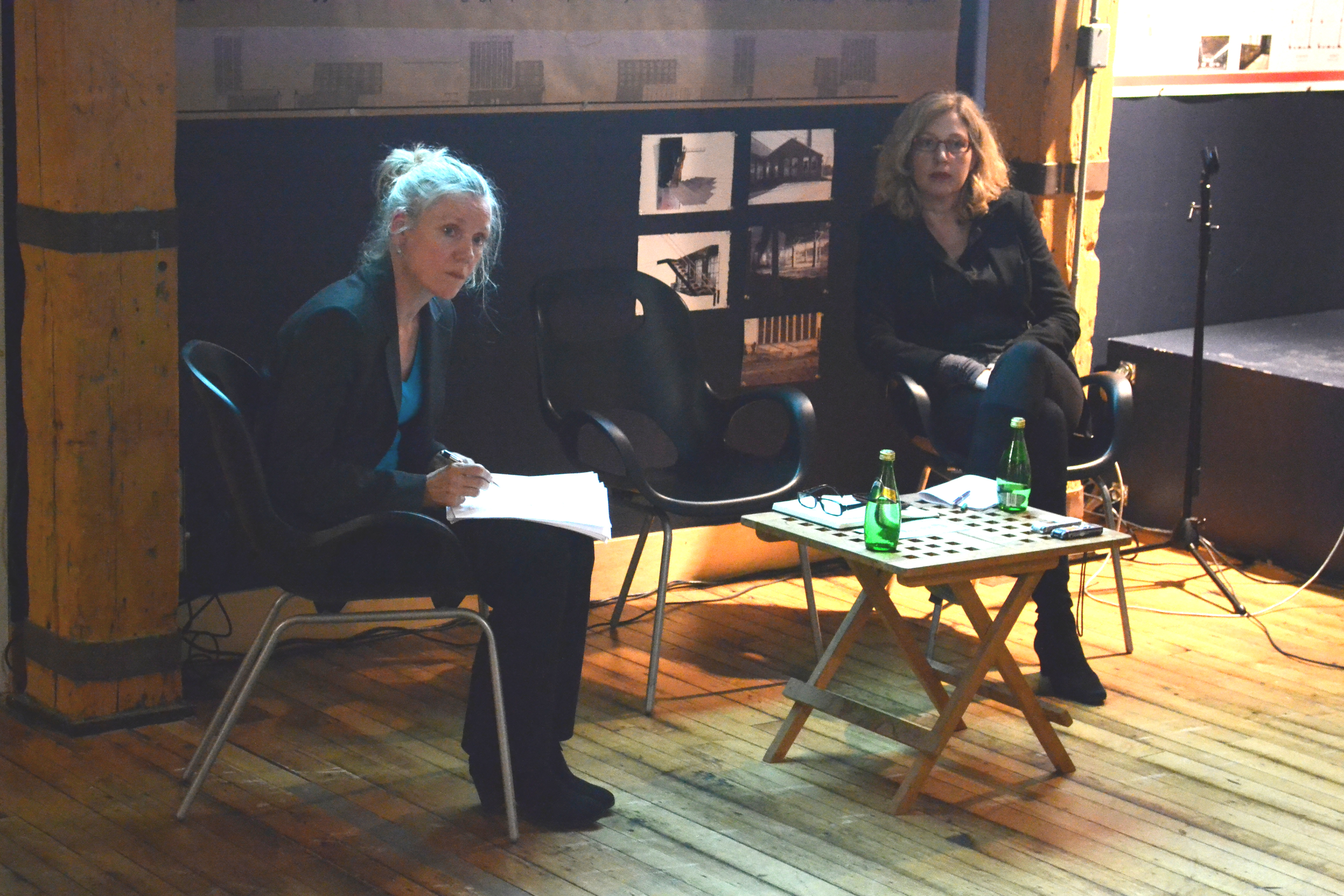
مارتينا لوف في إحدى حلقات النقاش في عام 2011.

## حياتها
حصلت مارتينا لوف على درجة الدكتوراه في عام 1993 تحت إشراف ماريان رودنشتاين من جامعة جوته في فرانكفورت أم ماين. في عام 2000 أكملت دراستها في كلية التاريخ والفلسفة والعلوم الاجتماعية في جامعة مارتن لوثر في هاله فيتنبرغ. وقد حصلت على جائزة كريستيان وولف لما قدمته حول علم اجتماع الفضاء. قام لوف بالتدريس وإجراء البحوث كأستاذة لعلم الاجتماع في جامعة دارمشتات للتكنولوجيا من عام 2002 حتى عام 2013، وهي متخصصة في التحليل الاجتماعي المتعلق بالفضاء وعلم الاجتماع الحضري ودراسات النوع الاجتماعي ودراسات المرأة والنوع الاجتماعي. منذ أغسطس 2013، وهي أستاذة في علم اجتماع التخطيط والعمارة في جامعة برلين للتكنولوجيا. في مرحلة مبكرة من حياتها المهنية، شغلت منصب أستاذة مساعدة في جامعة مارتن لوثر في جامعة هاله، وكانت باحثة في معهد الأبحاث الاجتماعية الشهير في فرانكفورت أم مين، وأستاذة زائرة في جامعة برلين للتكنولوجيا ودارمشتات.

## أعمالها
في عام 2001، نشرت لوف كتاب في علم الإجتماع الذي يشرح نشأة النفس كظاهرة اجتماعية تعتمد على التطورات الاجتماعية. فهمت لوف الجزء النفسي كترتيب علاقي للسلع الاجتماعية والكائنات الحية التي يتم إنشاؤها بواسطة تركيب هذه العناصر ووضعها. بينما يتناقض هذا المفهوم العملي مع الرأي السائد حتى الآن في علم الاجتماع كخلفية جامدة للعمليات الاجتماعية. على هذا الأساس، أجرت لوف بحثًا تجريبيًا حول كيفية تغيير الإنشاءات المكانية في الشبكات الإلكترونية وعبرها. ومن بين محاور البحث الأخرى «الفضاء والطاقة والتمييز الاجتماعي» والدراسات الحضرية الإثنوغرافية.
في مجال البحوث الحضرية، تم تنفيذ مجموعة من الدراسات في مجالات «الأمن العام» و «المسرح والمدينة». تكمل الدراسة التجريبية حول الشبكة التفاعلية للنفس والجنس التي تدرس البغاء في فرانكفورت. ومن بين مشاريعها البحثية الأخيرة تحليل المنطق الداخلي للمدن. ويشير المنطق الجوهري للمدن إلى مجموعة معقدة من المخزونات المعرفية وأشكال التعبير التي تترابط داخليًا، وتستند إلى أشكال العمل المحكومة والمستقرة والتي تستنزف الموارد وتكثف المدن إلى أقاليم ذات معنى.
في عام 2008، أصبحت لوف منسقة لمشروع جامعة دارمشتات ومشروع جامعة العلوم التطبيقية المشترك «المنطق الجوهري للمدن»، برعاية وزارة الاقتصاد والفنون في "Land Hesse" لتعزيز التفوق العلمي والاقتصادي. «المنطق الجوهري» هو مصطلح إرشادي يحاول تصوير المفاهيم والسمات والمميزات «النموذجية» للمدينة، بالإضافة إلى عمليات صنع المعنى الضمنية التي تشكل «صورتها» والمساهمة في «فهم» لها. كان الهدف هو العمل على الهياكل الأساسية التي تشكل مدينة معينة، ولتحقيق فهم أفضل للعلاقات يمكن ذكر أوجه التشابه والاختلاف بين المدن.

## وصلات خارجية
- Homepage of Martina Löw at the Technical University of Berlin
- Homepage of Martina Löw at the Darmstadt University of Technology
- Project Intrinsic Logic of Cities at Darmstadt University of Technology